# Basilica di Massenzio
La basilica di Massenzio, a volte citata anche come di Costantino, è l'ultima e la più grande basilica civile del centro monumentale di Roma, posta anticamente sul colle della Velia, che raccordava il Palatino con l'Esquilino. Non fa parte del Foro Romano propriamente detto (pur rientrando oggi nell'area archeologica che lo comprende, estesa fino alle pendici della Velia), ma era nelle immediate adiacenze di esso.

## Storia
Nelle fonti antiche la basilica è ricordata come Basilica Nova, o Basilica Constantini, o Basilica Constantiniana.     
La basilica fu costruita da Massenzio agli inizi del IV secolo (308-312), ma fu poi ridedicata al suo vittorioso rivale Costantino, che fece sostituire il suo volto a quello di Massenzio nella colossale statua imperiale posta all'interno dell'abside Ovest della struttura. La Basilica sorgeva in prossimità del tempio della Pace, già probabilmente in abbandono, e del tempio di Venere e Roma, la cui ricostruzione fece parte degli interventi massenziani. La sua funzione era prevalentemente di ospitare l'attività giudiziaria di pertinenza del praefectus urbi.
Sia gli scavi sia la pianta della Forma Urbis Severiana hanno dimostrato come in questo punto sorgesse anticamente un grande complesso utilitario dell'epoca domizianea, simmetricamente contrapposto a uno analogo che sorgeva sull'altro lato della Sacra via summa (ampiamente manomesso durante gli scavi del XIX secolo perché scambiato per una costruzione medievale). Una parte di questo edificio più antico era occupata dagli Horrea piperiana, i magazzini del pepe e delle spezie. 
Della basilica si perse ben presto la corretta denominazione, e i colossali resti furono noti con la denominazione di Templum urbis. Solo agli inizi del XIX secolo fu nuovamente identificata da Antonio Nibby, che sostenne in proposito una vivace polemica con Carlo Fea.
Durante le Olimpiadi di Roma del 1960, la Basilica di Massenzio ospitò le gare di lotta.

## Descrizione
Lo schema costruttivo del gigantesco edificio (100 x 65 m), di cui resta oggi soltanto il lato settentrionale, presentava una navata centrale più larga e più alta (di base 80 x 25 m). Sulla navata centrale si aprivano, invece che le tradizionali navate minori, separate da quella centrale tramite file di colonne, tre grandi nicchie per lato, coperti da volta a botte con lacunari ottagonali ancora ben visibili nella parte superstite. Gli ambienti erano collegati tra loro da piccole aperture ad arco.
La navata centrale era coperta da tre enormi volte a crociera in opus caementicium, alte circa 35 m che poggiavano sui setti murari trasversali che separavano gli ambienti laterali e sulle colonne di marmo proconnesio alte 14,5 m, ciascuna addossata alla loro terminazione. Le colonne sono tutte scomparse: l'unica che ancora si conservava nel XVII secolo fu fatta collocare da papa Paolo V in piazza di Santa Maria Maggiore nel 1613, dove tuttora si trova. Sorreggevano una trabeazione marmorea, di cui restano resti dei blocchi parzialmente inseriti nella muratura. Le dimensioni e il sistema costruttivo degli spazi interni sono del tutto compatibili con quelli delle grandi sale delle terme, che venivano di fatto chiamate pure "basiliche". L'esempio più illuminante è la sala delle terme di Diocleziano, trasformata poi nella basilica di Santa Maria degli Angeli.

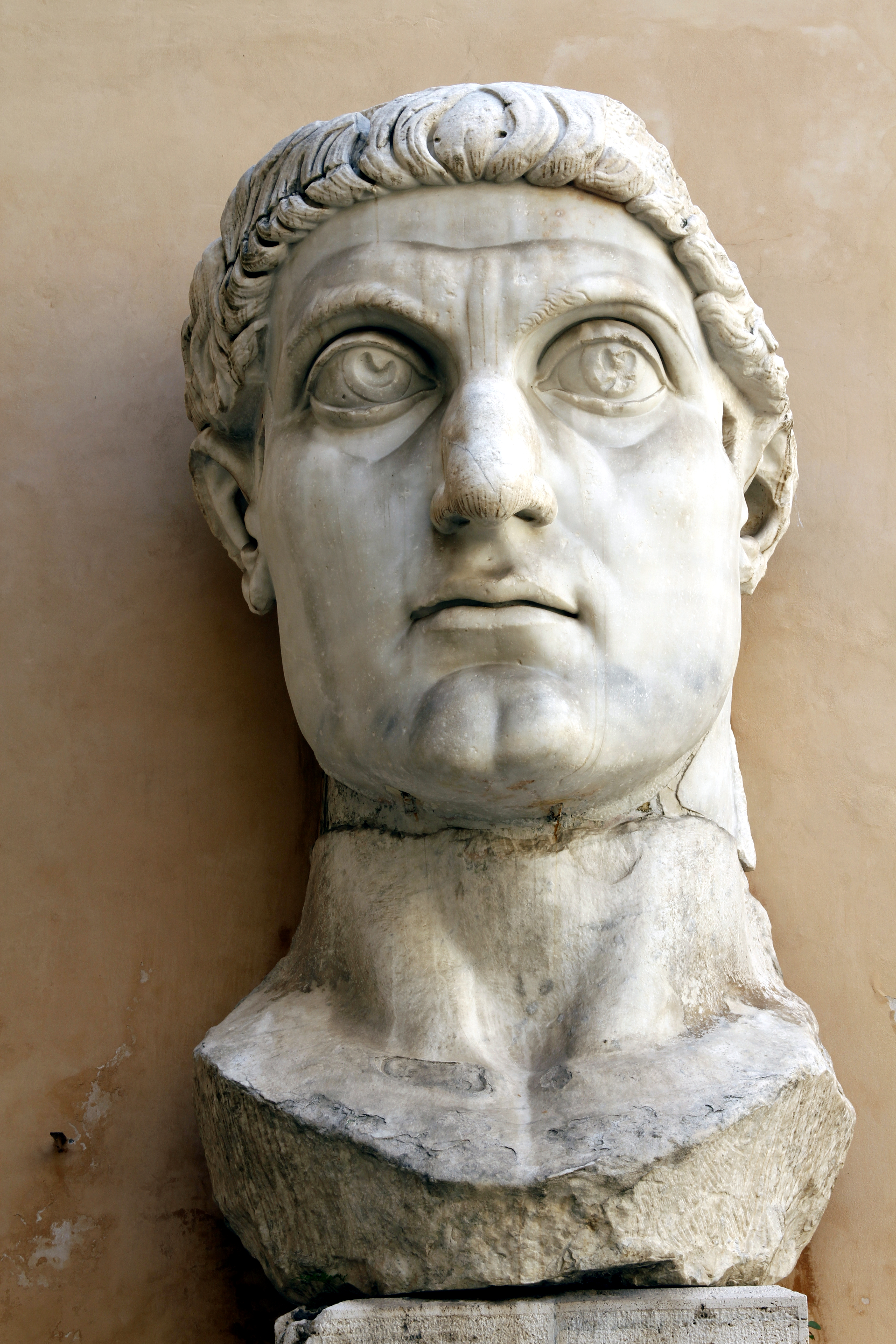
Testa della statua colossale di Costantino I, originariamente ospitata all'interno della basilica di Costantino

Sul lato corto occidentale, alla testata della navata centrale si apriva un'abside preceduta da due colonne. Nell'abside fu collocata la statua colossale di Costantino I, acrolito costruito parte in marmo e parte in legname e bronzo dorato, alto 12 m. Alcune parti marmoree superstiti furono scoperte nel 1487 e sono ora nel cortile del palazzo dei Conservatori sul Campidoglio (Musei capitolini). La sola testa misura 2,60 m e il piede 2 m.
Si è pensato per lungo tempo, sulla scorta di una prima ipotesi formulata da Antonio Nibby a seguito dei primi scavi ottocenteschi, che l'abside occidentale si contrapponesse all'originario ingresso dell'edificio, sul lato corto orientale, preceduto da una scalinata. Un più recente studio archeologico di Giavarini-Amici del 2005 sulla Basilica di Massenzio ha dimostrato tuttavia che sia l'ingresso meridionale lungo la via Sacra, che l'Abside Nord furono con molta probabilità appartenenti al progetto originario massenziano, che come tutti i cantieri fu migliorato e modificato già in itinere in fase di costruzione prendendo atto delle esigenze strutturali e architettoniche che si palesavano durante la costruzione. L'ingresso dava accesso ad un corridoio trasversale aperto sulla navata centrale mediante cinque aperture ad arco. L'ingresso sul lato corto opposto all'abside rappresenta una disposizione che divenne poi tipica delle prime basiliche cristiane. L'ingresso meridionale era costituito da un portico tetrastilo con fusti in porfido, al quale si accedeva con una scalinata, costruita per superare il dislivello tra la via e la Velia. Questo doveva essere senza dubbio l'ingresso principale dell'edificio, un ingresso monumentale e aperto sulla via Sacra, la più celebre, simbolica e importante della Città, mentre l'ingresso sul lato orientale doveva evidentemente essere un ingresso secondario, data la sua posizione decentrata, angusta e e poco visibile.
Il nicchione centrale del lato settentrionale, opposto al nuovo ingresso fu arricchito nello stesso momento di una seconda abside sul fondo, forse destinata anche ad ovviare a problemi strutturali, coperta da una semi-cupola e con le pareti arricchite da nicchie destinate ad ospitare statue su due ordini. Le nicchie erano inquadrate da edicole costituite da piccole colonne poggianti su mensole sporgenti dalla parete. Sul fondo dell'abside era realizzato un podio in muratura destinato ad ospitare il tribunal dei giudici. Intervento, solitamente attribuito al completamento di Costantino, è invece probabilmente da considerare più tardo (probabilmente intorno alla fine del IV secolo), come sembra provare il livello più elevato delle fondazioni della nuova abside.
L'edificio era dotato anche di numerosi collegamenti verticali: all'interno della muratura all'angolo nord-occidentale era inserita una scala a chiocciola, di cui oggi restano cinque gradini; un'altra doveva trovarsi nell'opposto angolo sud-orientale.

## Fortuna

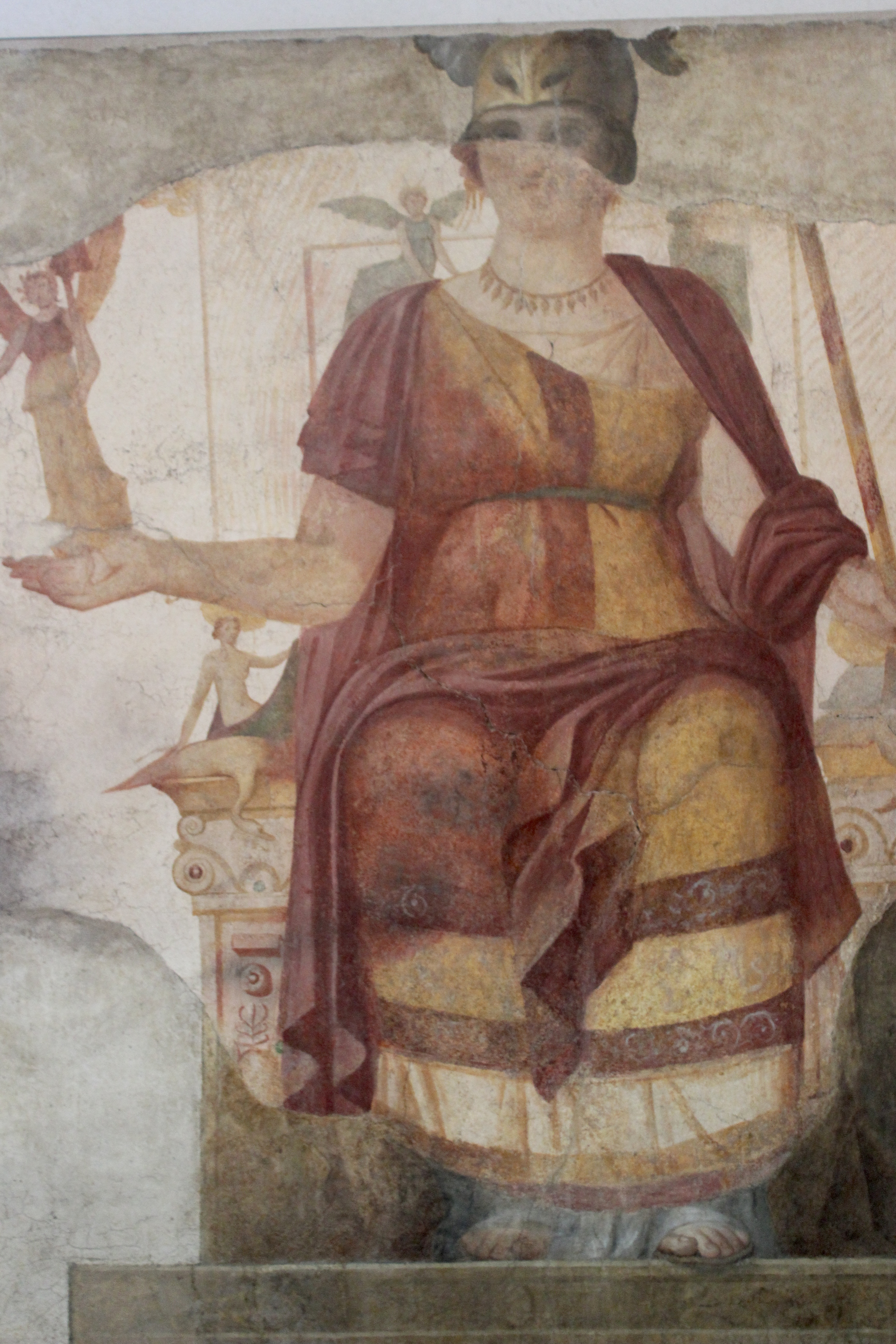
La cosiddetta «Dea Barberini», una raffigurazione a dimensioni maggiori del naturale della Dea Roma, che si ritiene essere una riproduzione della statua della divinità posta all'interno della Basilica. Ritrovato nel XV secolo nei pressi del Battistero di San Giovanni in Laterano, in epoca recente l'affresco è stato integrato per raffigurare Venere.

La Basilica rappresenta uno snodo nella storia dell’architettura, costituendo un traguardo per la costruzione romana e uno dei punti di riferimento per quella successiva. Tra Quattro e Cinquecento, il monumento è assunto tra i riferimenti progettuali di alcuni degli episodi architettonici, in maggioranza ecclesiastici, più cruciali nel panorama architettonico, come, ad esempio, Sant’Andrea a Mantova, i progetti per San Pietro, San Nicolò di Carpi, o le chiese palladiane.
A orientare l’attenzione verso la basilica massenziana sono in particolare problematiche progettuali legate ai limiti della grande scala - rispetto alle quali gli strumenti espressivi fino ad allora validi risultavano inadeguati, questioni legate ai sistemi di copertura voltati e le tecniche costruttive tipicamente romane, come l'opus caementicium, che fanno della basilica un terreno d’indagine privilegiato, benché non esclusivo.
Non secondariamente a giocare un ruolo nella grande fortuna del monumento è il suo accoglimento in un orizzonte cristiano attraverso la denominazione erronea di Tempio della Pace costruito dai Flavi per commemorare la vittoria su Gerusalemme e nel quale erano conservati gli spolia sottratti al Tempio di Gerusalemme.
Connessa con il monumento è, ad esempio, la leggenda di Augusto e la Sibilla, che vuole che un tempio (o una statua) pagano crolli il giorno che una vergine partorirà.

## Sito olimpico
Con l'assegnazione alla città di Roma dei Giochi della XVII Olimpiade, da svolgere in Italia dal 25 agosto all'11 settembre 1960, nel novembre 1959 furono prese le decisioni sulle soluzioni tecniche da adottare per l'utilizzo della Basilica di Massenzio come sede delle competizioni di lotta, in modo da rendere i giochi più spettacolari scenograficamente. Sotto le volte dell'abside principale furono collocate tre pedane con materassi per le gare di lotta greco-romana e stile libero. Di fronte alle pedane furono allestite piattaforme, tribune per il pubblico e la stampa. I giornalisti erano provvisti di 20 cabine telefoniche; gli spogliatoi e i servizi per gli atleti (400 m² con 8 docce, 7 bagni e 5 lavabi) in una zona immediatamente a ridosso delle pedane mentre i servizi per il pubblico erano collocati sotto le varie tribune. L'intero "impianto" fu dotato di uno speciale sistema di illuminazione per gli eventi serali, rendendo così lo spettacolo ancora più suggestivo.

## Eventi ospitati

### Giochi olimpici
Durante i Giochi della XVII Olimpiade, noti anche come Roma 1960 e svolti nella capitale Italiana dal 25 agosto all'11 settembre 1960, la Basilica di Massenzio ha ospitato i seguenti eventi:
- Lotta, dal 26 al 31 agosto per quanto riguarda tutte le otto categorie della lotta greco-romana e dal 1º al 6 settembre 1960 per tutte le otto categorie della lotta libera.

## Altre immagini

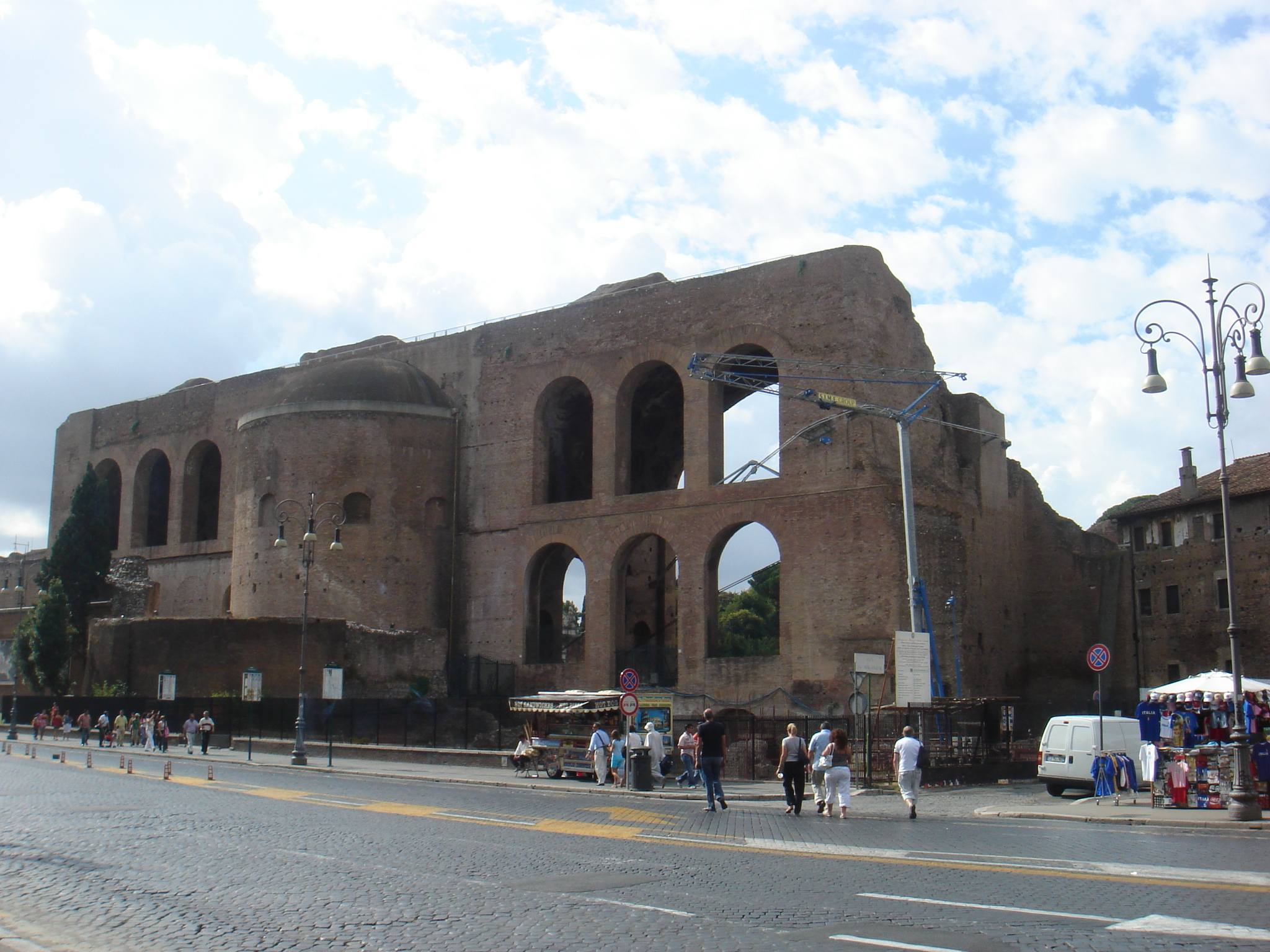
Veduta da via dei Fori imperiali
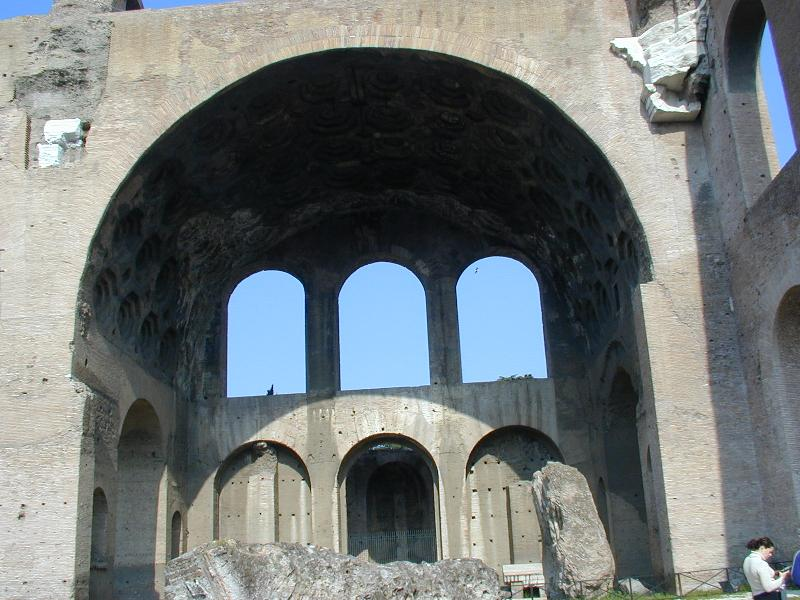
Un nicchione
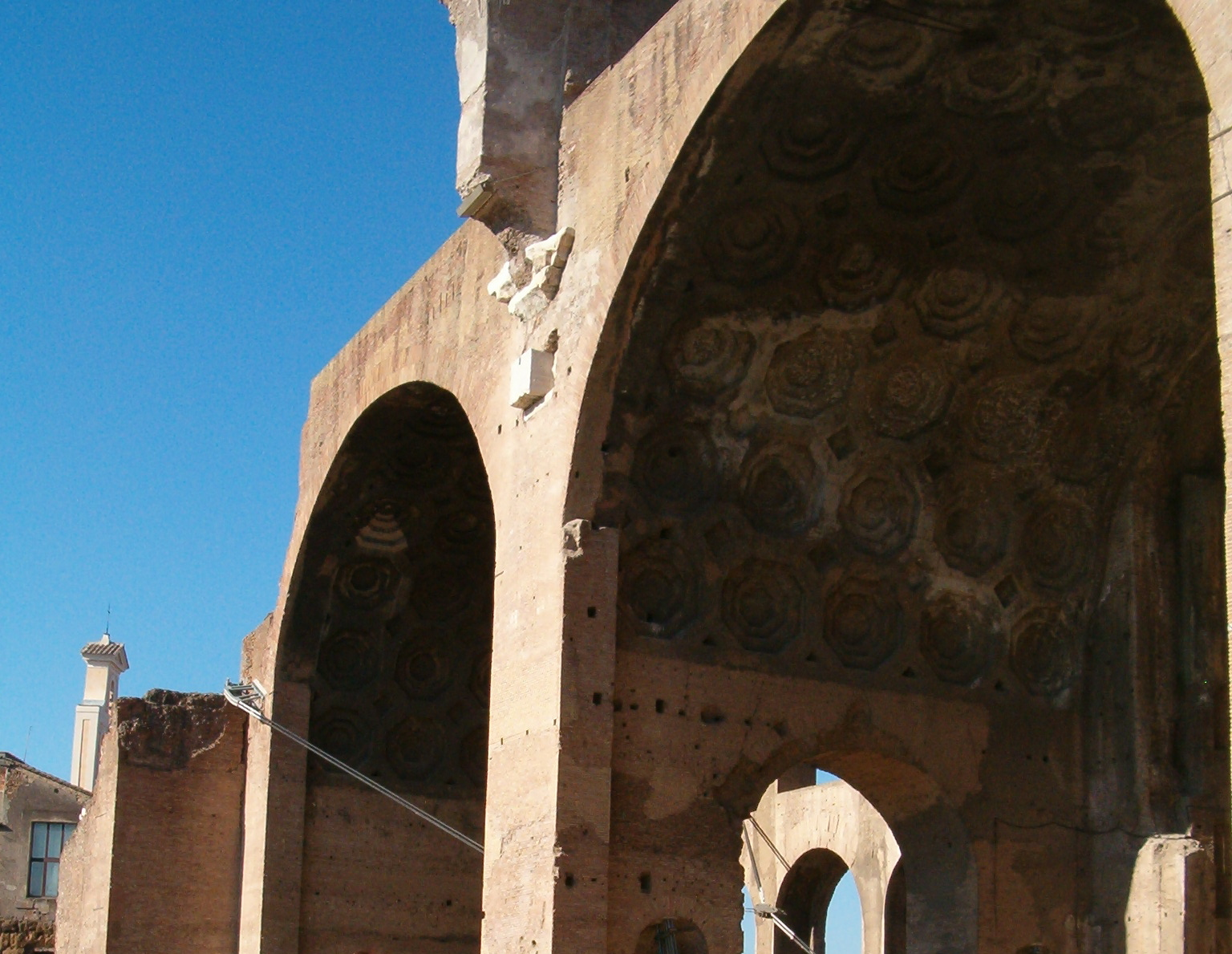
Le volte della navata nord
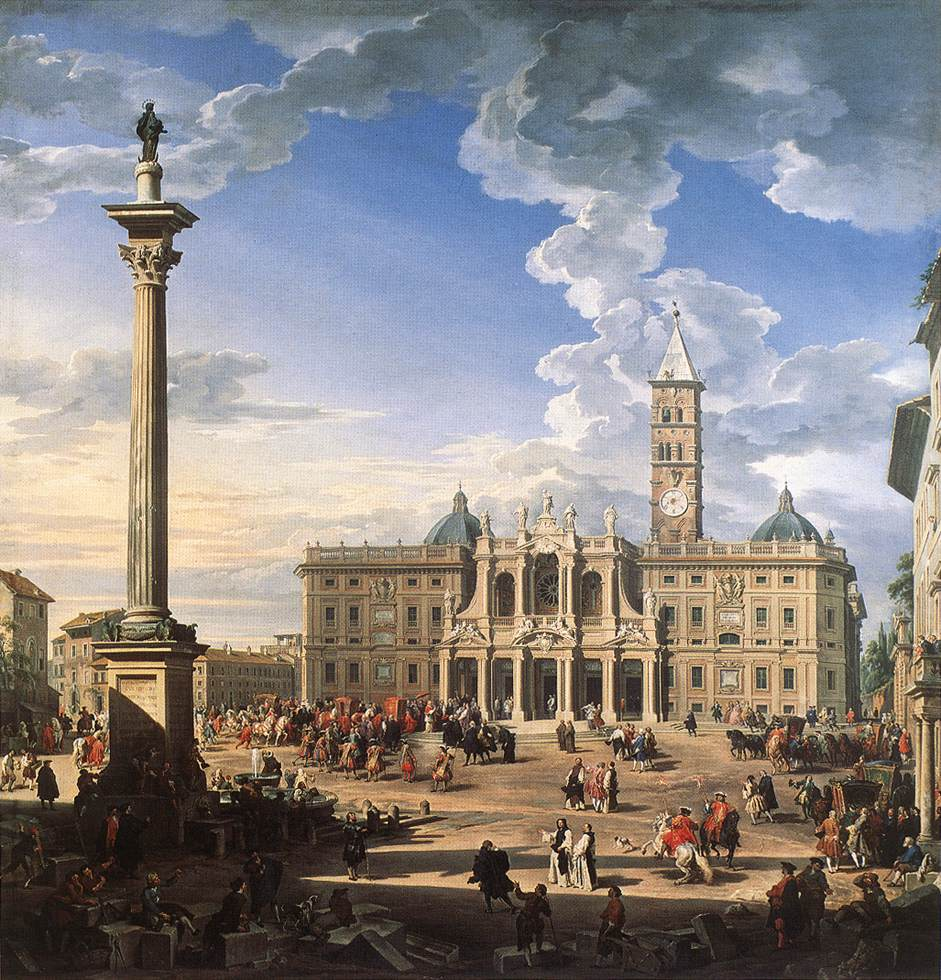
Piazza Santa Maria Maggiore con la colonna della basilica di Massenzio